# Elisabeth Svantesson
Karin Elisabeth Svantesson, nata Lundin (Lycksele, 26 ottobre 1967), è un'economista e politica svedese del Partito Moderato e ministro delle finanze dall'ottobre 2022 nel governo di Ulf Kristersson.  È la prima donna moderata a diventare ministro delle finanze.
È la portavoce economica e politica dei Moderati e membro del Parlamento dal 2006, eletta per il collegio elettorale della contea di Örebro. Dall'autunno 2013 all'autunno 2014 è stata ministro del lavoro nel governo Reinfeldt.  Il 10 gennaio 2015 Svantesson è stata eletta all'unanimità secondo vicepresidente del partito per i moderati. Il 19 ottobre 2019 è stata eletta all'unanimità primo vicepresidente del partito..

## Biografia
Elisabeth Svantesson è la figlia del pastore dell'Unione missionaria svedese, Alvar Lundin e di sua moglie Karin nata Mattsson. È nata a Lycksele ed è cresciuta a Östersund. Si è poi trasferita a Örebro nel 1987 per studiare economia aziendale presso l'Università di Örebro per tre anni e mezzo. Successivamente ha anche studiato economia all'Università di Uppsala. In seguito ha ottenuto nel 2006 un dottorato in economia presso l'Università di Örebro. La tesi riguardava i primi anni degli immigrati arrivati in Svezia. Insieme al CEO di Telia, Johan Dennelind, è stata nominata "Alumnus of the Year" presso l'Università di Örebro nel 2016.

## Carriere politica
Non è mai stata membro di nessuna associazione politica giovanile, ma ha iniziato a farsi coinvolgere come politico locale all'età di 28 anni.

### Membro del Parlamento
Svantesson è stata eletta al Riksdag svedese nelle elezioni generali del 2006. Nel Riksdag è diventata membro ordinario del Comitato per il mercato del lavoro e membro supplente del Comitato per le imprese. Nell'ottobre 2009 è diventata anche membro supplente del Comitato finanziario e nel novembre 2009 membro ordinario del consiglio di amministrazione dell'Ufficio nazionale svedese dei conti. Ha mantenuto il suo seggio alle elezioni generali del 2010 e dal 2010 è stata membro ordinario della commissione finanze fino al 2012, quando è diventata presidente della commissione mercato del lavoro.

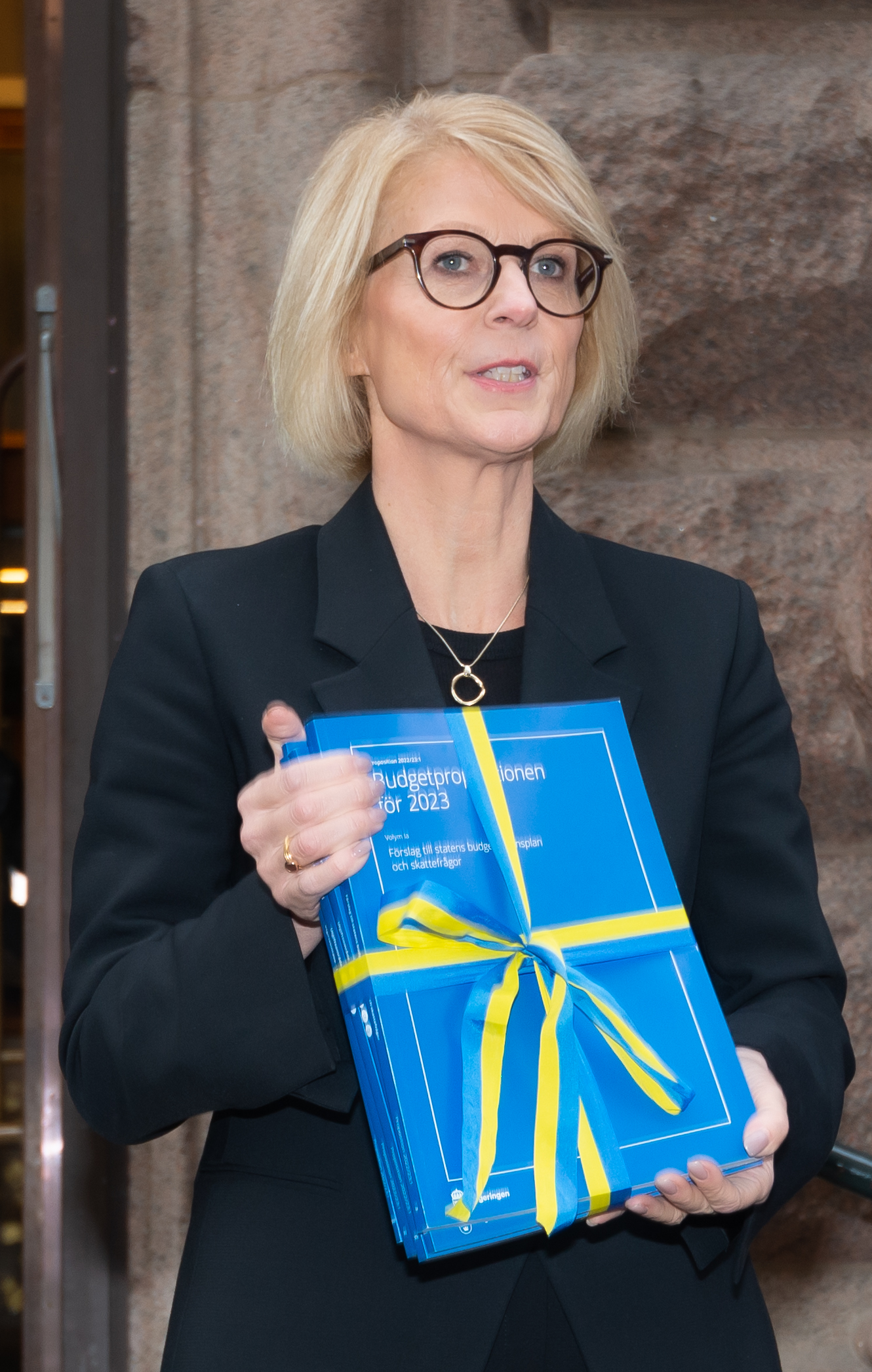
Il ministro delle finanze Elisabeth Svantesson, fuori dal Riksdag, l'8 novembre 2022 mostra il primo bilancio del governo Kristersson

### Ministro del Lavoro
Il 17 settembre 2013 è stata nominata ministro del lavoro dal primo ministro Fredrik Reinfeldt .
Dopo la sconfitta nel 2014, è tornata al Riksdag dove è diventata vicepresidente della commissione per le assicurazioni sociali. L'11 dicembre 2014 Svantesson è stata nominata portavoce per le politiche occupazionali del Partito Moderato e vicepresidente della commissione per l'occupazione. Il 17 dicembre 2014 è stata nominata seconda vice leader del Partito Moderato ed è stata eletta alla carica il 10 gennaio 2015.
Nell'ottobre 2019, Svantesson è stata eletta primo vice leader del Partito Moderato.

### Ministro delle Finanze (2022-presente)
Dal 18 ottobre 2022, è Ministro delle Finanze nel governo di Ulf Kristersson.

## Vita privata
Svantesson è sposata, ha tre figli e vive a Örebro, nella contea di Örebro.
È stata membro del Livets Ord, la più grande parrocchia all'interno del movimento svedese Word of Faith e poiché suo padre era un pastore, frequentava anche Odenslundskyrkan, una chiesa locale di Equmeniakyrkan. È stata anche membro del movimento anti-aborto "Sì alla vita". Quando è stata nominata, il primo ministro Fredrik Reinfeldt ha sottolineato che le sue precedenti scelte religiose non avevano nulla a che fare con il suo nuovo lavoro.